# Revolta de Beja
A denominada Revolta de Beja foi uma ação de luta contra a ditadura de António de Oliveira Salazar, em Portugal. A também denominada de Intentona do RI3, ou "o Caso de Beja" teve lugar na noite da passagem de ano de 31 de dezembro de 1961 para 1 de janeiro de 1962, e tratou-se de uma tentativa de golpe civil e militar que pretendia derrubar o regime a partir da tomada de assalto do Regimento de Infantaria N.º 3 naquela cidade alentejana.

### Antecedentes
O ano de 1961 tinha sido o de todas as calamidades para a ditadura e de muita esperança para a democracia. Em janeiro o capitão Henrique Galvão sequestrara o navio Santa Maria. O Governo estava isolado; caíram Goa, Damão e Diu; foram lançados panfletos sobre Lisboa, de um avião desviado por Palma Inácio; Daomé ocupou o Forte de S. João Baptista de Ajudá, fortificação que representava a presença histórica portuguesa naquela região africana. Havia, pois, razões para crer no fim da ditadura Salazarista. Por motivos conjunturais, o Quartel de Beja estava na rota da conquista da Liberdade, do fim do Estado Novo.

### Protagonistas
No seguimento da derrota eleitoral de Humberto Delgado nas eleições presidenciais de 1958 presumivelmente por fraude, a oposição radicaliza-se. Indo para o exílio, Humberto Delgado irá apoiar várias iniciativas. No caso de Beja, João Varela Gomes toma a liderança militar, Manuel Serra a liderança civil. Fernando Piteira Santos fará a ligação entre civis e militares.
José Hipólito dos Santos recruta seu irmão Alexandre, à data tenente no quartel de Beja. Este, por sua vez, garantiu a adesão ao golpe do o capitão mais antigo Francisco Vasconcelos Pestana, que tinha a seu cargo a Companhia de Ordem Pública naquele quartel.
Outros protagonistas incluem António Lopes Cardoso, Edmundo Pedro, entre outros.

### Preparativos
Humberto Delgado tinha definido o sul do país como preferencial para o levantamento. Manuel Serra e seu Estado-maior elegem Beja como o alvo. Por exemplo, o quartel de Beja tinha um conjunto de oficiais antifascistas que dariam apoio decisivo. No entanto, o PCP não será consultado, nem mesmo o então Capitão Varela Gomes, talvez pela sua opinião desfavorável. No princípio de Dezembro membros do "comando de ação" dirigem-se a Beja por duas vezes.
Lopes Cardoso e José Hipólito dos Santos, ambos da Seara Nova, reúnem-se com Varela Gomes para o convencer a aderir ao golpe. O irmão do segundo era tenente no quartel de Beja e informa Varela Gomes da presença de oficiais anti-fascistas, incluindo o capitão Francisco Vasconcelos Pestana, colega de Varela Gomes na Escola do Exército. Essa informação convence Varela Gomes, sendo o passo seguinte a recolha de informação e a reunião da componente militar com a componente civil. Manuel Serra, Edmundo Pedro, Varela Gomes e outros encontram-se numa casa de um familiar de Varela Gomes em Cascais.

### Ação
Na noite de passagem de ano de 1961 para 1962, João Varela Gomes avança para Beja para, juntamente com outros companheiros, tomar de assalto o quartel. O assalto que Varela Gomes e Manuel Serra dirigiram tinha na preparação Humberto Delgado, que havia entrado em Portugal clandestinamente com o intuito de comandar a ação e que inclusive, tinha estado em Beja, ainda que afastado do ocorrido.
Por volta das 2h15m da madrugada, ao comando de Varela Gomes, cerca de 50 homens e uma mulher entram no Quartel de Beja. Contam com a conivência de três oficiais no interior do quartel, que lhes abrem as portas, anulando-se de seguida os sentinelas e trancando-se demais defensores nas casernas. Dirigem-se então alguns homens ao quarto do 2º Comandante Henrique Calapez da Silva Martins, que estava de sobreaviso devido a rumores antecipatórios sobre o golpe, e assim fardado na cama. Ter-se-ão tentado passar por Rocha, sargento da guarda imobilizado pelos revoltosos. Rocha teria um sotaque marcado alentejano que Varela Gomes, lisboeta, falhou em replicar. Assim que Henrique Calapez Martins abriu a porta do quarto é alvejado no tórax. Ripostando quase em simultâneo com a sua pistola-metralhadora m/915 ‘Savage’, atinge Varela Gomes no baço. Calapez escapa do quarto e percorre o quartel em senda de uma saída. Seguem-se trocas de tiros, durante cerca de uma hora, até que o Major Henrique Calapez consegue sair e fazer rumo ao posto da Guarda Nacional Republicana (GNR).
Informa e intima a GNR a agir, mas o comandante, Capitão Camilo Delgado, hesita; incerto da força atacante, tenta antes obter reforços. Quando se fez dia, os fiéis ao regime avançam sobre os revoltosos e retomam o controlo do quartel, prendendo os insurrectos que ainda no local se encontravam.
A cerca das 6h30m, sob a chuva torrencial, Jaime Filipe da Fonseca é um de dois homens à paisana que se aproximam a pé da porta do quartel. O vulto de da Fonseca é então atingido por "fogo amigo" dos nervosos sitiantes, a partir de uma torre, vindo o Tenente-Coronel de Cavalaria e Subsecretário de Estado do Exército a sucumbir aos ferimentos. A PIDE prendeu o capitão Eugénio de Oliveira e os outros implicados, civis e militares, enquanto era vexada pela fuga bem sucedida do general Humberto Delgado.
Do lado dos revoltosos, morrem David Abreu e António Vilar às mãos de Calapez, sendo ainda ferido Raul Zagalo, a par do já mencionado Varela Gomes, que viria a ser múltiplas vezes operado, inicialmente no Hospital de Beja, sob sigilo do Estado.
No hospital, segundo o regime, Varela terá questionado "É forte o tiroteio na cidade?", o que seria utilizado pela propaganda como evidência que se tencionava de seguida "envolver a cidade em forte tiroteio". A ditadura, numa esforço de colocar "o caso de Beja integrado na (...) conjura que feriu de morte (...) Goa, Damão e Diu", declararia também que os revoltosos teriam dado vivas a Nehru (autor da tomada da Índia portuguesa), aquando a tomada do quartel, como demonstra do seu "anti-patriotismo".

### Implicações
O regime hesita nos primeiros dias em tornar oficial uma narrativa coesa sobre os detalhes dos acontecimentos, e na Assembleia Nacional, a 3 de janeiro de 1962, o seu presidente Mário de Figueiredo não permite que se façam comentários aos acontecimentos de Beja, "por não poder haver" "período de antes da ordem", ficando apenas declarado um voto de pesar pela morte do Subsecretário. Supervenientemente, o regime irá criar várias cerimónias de celebração à derrota da intentona, condecorando os seus protagonistas pelo regime, como Calapez, Alves Ribeiro e Jaime da Fonseca.
Foram muitos os que acreditaram que a Revolução poderia ter começado com este episódio. Mais tarde, em 1987, por ocasião da Presidência Aberta ‘Alentejo Verde’, Mário Soares, à chegada a Beja, diria: «se não fosse um tal de major Calapez, o 25 de Abril teria sido 15 anos antes».